# 大卫·哈德森
大卫·詹姆斯·哈德森（英語：David James Hudson，1943年12月16日—2011年5月21日）美国音频工程师。他曾3次提名奥斯卡最佳音响效果奖。

## 部分影视作品
- 星际旅行IV：抢救未来 (1986)[3]
- 美女与野兽 (1991)[4]
- 阿拉丁 (1992)[5]